# Rose Witcop
Rose Lilian Witcop Aldred (née le 9 avril 1890 en Ukraine, et morte le 4 juillet 1932 à Londres) est une anarchiste, journaliste et précurseure du contrôle des naissances et de l'éducation sexuelle.

## Biographie
Rachel Vitkopski naît le 9 avril 1890 près de Kiev, ville alors située dans l'empire russe, dans une famille aux origines juives. Sa famille s'installe en Angleterre en 1895, et emménage à Londres, alors qu'elle a cinq ans. Ses parents sont tailleurs de vêtements, et leurs enfants travaillent avec eux. Rose et ses deux sœurs aînées rejoignent le mouvement anarcho-syndicaliste.
Witcop est membre du club anarchiste Jubilee Street - sa sœur Milly Witkop était la compagne de Rudolf Rocker - et c'est là qu'elle rencontre Guy Aldred (en). En janvier 1907 ils s'installent à Thorpebank Road à Londres. Deux ans plus tard elle met au monde leur fils Annesley.
Elle est assistante éditoriale des deux journaux créés par Guy Aldred, Herald of Revolt (1910-1914), puis dirige seule The Spur lorsque Guy est emprisonné, en 1916-1919, pour avoir refusé la conscription durant la Première Guerre mondiale. Ils essaient de créer un parti communiste après la guerre, et Rose se rend en Russie en 1921, pour demander le soutien soviétique, sans succès. À partir de 1921, elle concentre ses efforts à la lutte en faveur de la libéralisation du contrôle des naissances. Elle soutient l'action de l'Américaine Margaret Sanger, qu'elle loge lorsque celle-ci vient à Londres, et qu'elle accompagne en 1920 pour un voyage en Allemagne. Elle diffuse les écrits de Sanger en Angleterre, et, en 1923, Aldred et elle sont arrêtés pour avoir publié et distribué Family Limitation. L'affaire est médiatisée et Rose et Guy reçoivent un soutien moral et financier de Dora Russell, Bertrand Russell et John Maynard Keynes notamment. Ils sont condamnés mais la publicité autour de cette affaire est largement défavorable aux autorités et Rose publie de nouveau ce texte en 1925. Elle n'est alors pas poursuivie mais elle est menacée par le Home Office d'être renvoyée en Union soviétique en tant que ressortissante russe. Bien que Guy Aldred et elle se soient séparés en 1924, ils se marient civilement pour éviter cette menace et confirmer la citoyenneté britannique de Rose.
Elle est en relation avec des militants du parti travailliste, engagés en faveur du contrôle des naissances et avec des mouvements féministes. En 1925, elle ouvrit sa propre clinique pour le contrôle des naissances, d'abord à Fulham, puis Shepherd's Bush.
Rose Witcop meurt le 4 juillet 1932 au St George's Hospital de Londres d'une appendicite qui a évolué en péritonite. Elle est incinérée deux jours plus tard à Golders Green, et reçoit de nombreux hommages posthumes.